# مارتن فاسيليف
مارتن فاسيليف هو لاعب كرة قدم بلغاري في مركز الدفاع، ولد في 2 يناير 1992 في بلغاريا. لعب مع أكاداميك صوفيا وبوتيف فراتسا وسسكا صوفيا.

## وصلات خارجية
- مارتن فاسيليف على موقع قاعدة بيانات كرة القدم.إي يو (الإنجليزية)
- مارتن فاسيليف على موقع Soccerway.com (الإنجليزية)